# NGC 2847
NGC 2847 is een sterassociatie in het sterrenbeeld Waterslang. Het hemelobject werd op 5 maart 1855 ontdekt door de Ierse astronoom William Parsons.